# Villa Charlotte (Vichy)
La villa Charlotte également dénommée villa Victor Hugo est située à Vichy (France).

## Localisation
La villa est située sur la commune de Vichy, au 5 rue Hubert-Colombier, dans le département de l'Allier, en région Auvergne-Rhône-Alpes.

## Description
Elle s'inscrit dans un ensemble qui se compose d'une villa principale, la villa Jurietti, propriété d'Hubert Colombier, et d'autres villas de styles différents, destinées à la location. La villa n°5 présente un pignon à redans et une façade ornée d'une alternance de bandeaux horizontaux de briques et de pierres. La façade sur rue à trois travées se compose d'un rez-de-chaussée surélevé d'un premier étage à un balcon de pierre et d'un étage de combles éclairés par des lucarnes. Le balcon est protégé par un garde-corps en fonte. Les lucarnes sont d'inspiration Renaissance frappées du monogramme HC (Hubert Colombier).

## Historique
Hubert Colombier, bâtonnier au tribunal de Cusset et propriétaire de la banque de Vichy, fit bâtir de 1897 à 1900 un ensemble de villas formant une voie privée, sablée et fermée par une chaîne.
La villa est inscrite partiellement au titre des monuments historiques par arrêté du 2 mai 1988.

## Protection
Éléments protégés : les façades et toitures.